# Huân chương Direkgunabhorn
Huân chương Direkgunabhorn (tiếng Anh: Order of the Direkgunabhorn; tiếng Thái: เครื่องราชอิสริยาภรณ์อันเป็นที่สรรเสริญยิ่งดิเรกคุณาภรณ์) là một tước hiệu của Thái Lan, được thành lập vào năm 1991 bởi Bhumibol Adulyadej. Tước hiệu được trao cho những người làm tốt nói chung hoặc tạo danh tiếng cho đất nước hoặc quyên góp tài sản vì lợi ích của công chúng.

## Các cấp bậc
- Thập giá lớn (ปฐมดิเรกคุณาภรณ์)
- Tổng tư lệnh (ทุติยดิเรกคุณาภรณ์)
- Chỉ huy (ตติยดิเรกคุณาภรณ์)
- Đồng hành (จตุถถดิเรกคุณาภรณ์)
- Hội viên (เบญจมดิเรกคุณาภรณ์)
- Huy chương vàng (เหรียญทองดิเรกคุณาภรณ์)
- Huy chương bạc (เหรียญเงินดิเรกคุณาภรณ์)

## Người nhận được chọn

### Thập giá lớn
- Bhumibol Adulyadej
- Vajiralongkorn
- Sirindhorn
- Srinagarindra
- Thaksin Shinawatra
- Galyani Vadhana
- Eiji Toyoda
- Sudarat Keyuraphan[1]
- Patama Leeswadtrakul
- Prem Tinsulanonda[2]

### Tổng tư lệnh
- Ratchanok Intanon[3]
- Prasert Na Nakhorn

### Chỉ huy
- Pleumjit Thinkaow[4]
- Ariya Jutanugarn

### Đồng hành
- Onuma Sittirak
- Nootsara Tomkom[4]
- Chatrichalerm Yukol
- Suvanant Punnakant
- Naowarat Yuktanan

### Hội viên
- Pornthip Rojanasunand

### Huy chương vàng
- Kawin Thamsatchanan
- Chanathip Songkrasin[5]

### Huy chương bạc
- Thongchai McIntyre[1]